# Silene nangqenensis
Silene nangqenensis är en nejlikväxtart som beskrevs av C.L. Tang. Silene nangqenensis ingår i släktet glimmar, och familjen nejlikväxter. Inga underarter finns listade i Catalogue of Life.